# Nationaal Fonds voor Vrede, Vrijheid en Veteranenzorg

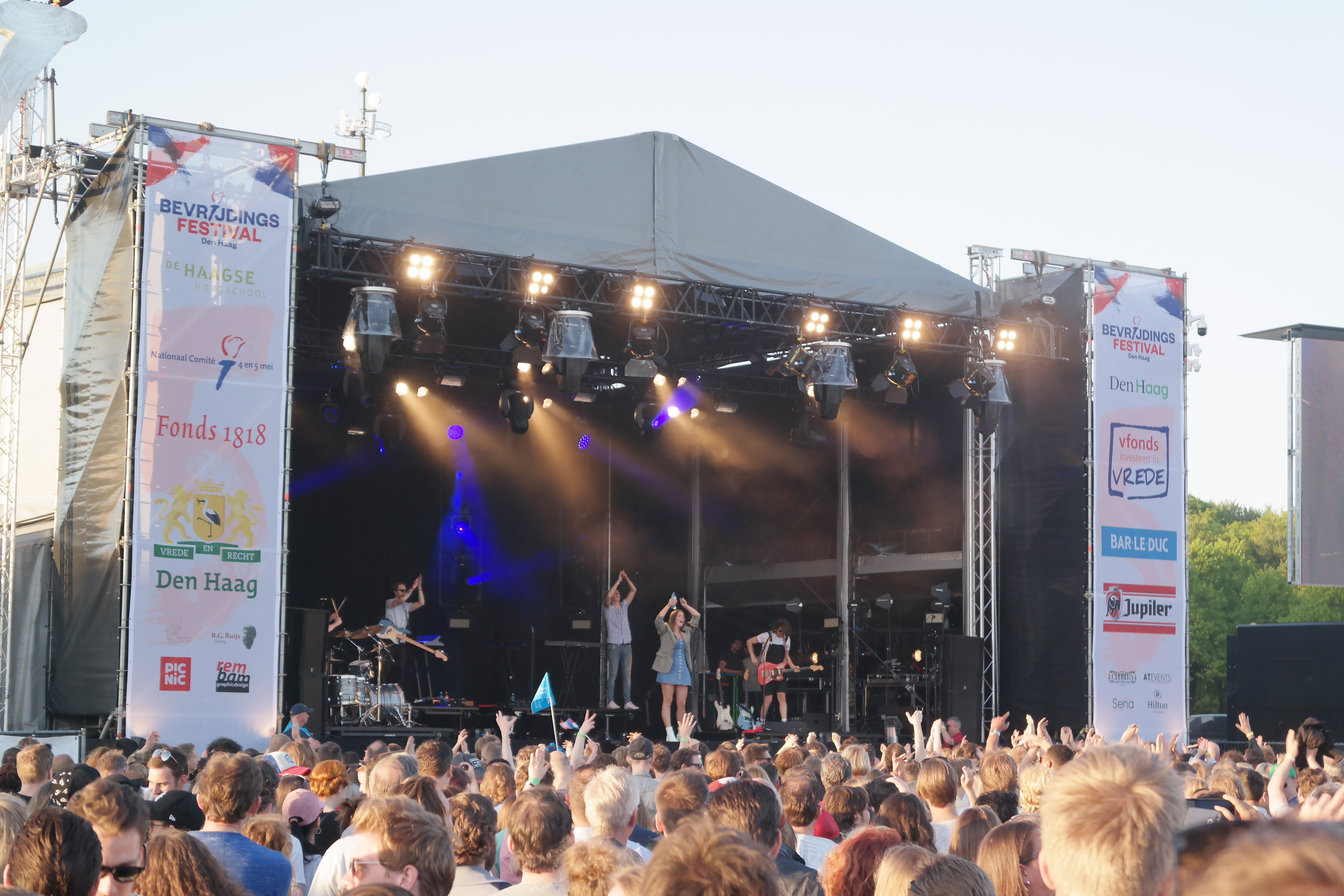
Bevrijdingsfestival Den Haag 2018; rechts van het podium is het vfonds-logo te zien (vfonds investeert in vrede).

Het Nationaal Fonds voor Vrede, Vrijheid en Veteranenzorg, afgekort vfonds, is een Nederlandse stichting die zich inzet voor oorlogsslachtoffers (in meest ruime zin), oorlogsherdenkingen en het instandhouden van vrede en democratie in het algemeen. Tot 2007 was de naam Stichting Fondsenwerving Militaire Oorlogs- en Dienstslachtoffers (SFMO) en tot 31 december 2012 Nationaal Fonds voor Vrijheid en Veteranenzorg.

## Geschiedenis
Het vfonds ontstond in 1970 uit de Bond van Nederlandse Militaire Oorlogs- en Dienstslachtoffers (BNMO). Door de oprichting van de Giroloterij was er onder de verschillende veteranenorganisaties telkens een geldbedrag te verdelen. Samen met anderen richtte BNMO-voorzitter Bib van Lanschot de SFMO op om die verdeling goed te laten verlopen.
Van Lanschot was ook voorzitter van het SFMO-bestuur. In de bestuursraad zat in 1990 onder anderen ook oud-staatssecretaris Gerard Peijnenburg.

## Maatschappelijke bijdragen
De stichting is onder meer betrokken bij oorlogs- en verzetsmusea, herdenkingen als de Nationale Dodenherdenking maar ook bij de bevrijdingsfestivals en theatervoorstellingen. Dat gebeurt bijvoorbeeld door het gedeeltelijk financieren van Nationaal Comité 4 en 5 mei. Ook werd steun geboden aan projecten als het Airborne Museum in Oosterbeek en de herinrichting van het Oranjehotel. 
Tot 2011 was het ook verantwoordelijk voor veteranenzorg; deze taak werd daarna overgenomen door het Ministerie van Defensie.
Het jaar 2018 werd door het vfonds uitgeroepen tot 'Jaar van Verzet', waarbij deze meerdere activiteiten organiseerde om het verzet in de Tweede Wereldoorlog onder de aandacht te brengen.